# Pandoc
Pandoc ist eine freie Software zur Konvertierung von Dokumenten zwischen verschiedenen Dateiformaten. Pandoc basiert hierbei auf einer erweiterten Variante der Auszeichnungssprache Markdown.

## Unterstützte Dateiformate
Folgende Formate können importiert werden:
- markdown
- CommonMark
- reStructuredText
- textile
- MediaWiki
- HTML
- DocBook
- LaTeX
- Microsoft Word DOCX (OOXML)
- LibreOffice/OpenOffice ODT
- EPUB
- TWiki
- Org-mode

Folgende Formate können exportiert werden:
- HTML-Formate: XHTML, HTML5 und HTML-Präsentationen mittels Slidy, reveal.js, Slideous, S5 oder DZSlides.
- Textverarbeitungsformate: Microsoft Word DOCX (OOXML), LibreOffice/OpenOffice ODT, OpenDocument XML
- Ebooks: EPUB Version 2 oder 3, FictionBook
- Dokumentationsformate: DocBook, GNU TexInfo, Groff manpages
- Seitenlayoutformate: InDesign/InCopy ICML
- TeX-Formate: LaTeX, ConTeXt, Beamer-Präsentationen
- PDF via LaTeX
- Vereinfachte Auszeichnungssprachen: CommonMark, Markdown, reStructuredText, AsciiDoc, MediaWiki, DokuWiki, Emacs Org-mode, Textile

Zitierungen und Literaturverzeichnisse können auch mittels Einbindung von Literaturdatenbanken, wie z. B. BibTeX, erzeugt werden. Dabei kann es unter Zuhilfenahme eines mitgelieferten Zusatzprogramms, pandoc-citeproc, jeden beliebigen Zitierstil verwenden, den man mittels einer CSL-Datei einbindet.